# Coen Vermeltfoort
Coen Vermeltfoort (Heeswijk, Brabante Septentrional, 11 de abril de 1988) es un ciclista profesional neerlandés que corre en el equipo VolkerWessels Cycling Team.
Debutó en 2007, con el equipo de su país Rabobank Continental, filial del Rabobank Cycling Team. Tras cuatro años en el filial, dio el salto en 2011 al primer equipo. Como amateur ganó pruebas importantes como la París-Roubaix sub-23.

## Palmarés
| 2007 - 1 etapa del Tour de Olympia 2008 - París-Roubaix sub-23 - 2 etapas del Tour de Olympia - 2 etapas del Tour de Bretaña - Tour de Drenthe - 1 etapa del Gran Premio Guillermo Tell - 1 etapa del Tour del Porvenir 2010 - Zellik-Galmaarden - 2 etapas del Tour de Olympia 2013 - Memorial Arno Wallaard - Gran Premio del 1 de Mayo - 1 etapa del Tour de Olympia 2014 - 1 etapa del Circuito de las Ardenas - 1 etapa del Tour de Olympia - 3 etapas de la Flèche du Sud | 2016 - 2 etapas de la Flèche du Sud 2019 - Slag om Norg 2021 - Ster van Zwolle 2022 - 1 etapa del Tour de Normandía - 1 etapa del Tour de Loir-et-Cher - Tour de Zuidenveld - Tour de Overijssel - 1 etapa de la Carrera de la Solidaridad y de los Campeones Olímpicos - Districtenpijl-Ekeren-Deurne - Ronde van de Achterhoek - Gran Premio Rik Van Looy 2023 - Ster van Zwolle - Tour de Overijssel - 1 etapa de la Carrera de la Solidaridad y de los Campeones Olímpicos - Premio Nacional de Clausura |

## Equipos
- Rabobank Continental (2007-2010)
- Rabobank Cycling Team (2011-2012)
- De Rijke-Shanks (2013-2016)
- Roompot-Nederlandse Loterij (2017-2018)
- Alecto Cycling Team[3] (2019)
- VolkerWessels (2020-)
  - VolkerWessels-Merckx Cycling Team (2020)
  - VolkerWessels Cycling Team (2021-)